# جيل كيلي
جيل كيلي (من مواليد 3 يونيو 1975) هي فاعلة خير وناشطة ومستشارة دبلوماسية لبنانية أمريكية. وهي القنصل الفخري السابق لكوريا الجنوبية، والسفيرة الفخرية السابقة للقيادة المركزية الأمريكية تحت قيادة الجنرال جيمس ماتيس. وهي رئيسة ومؤسسة الاستراتيجيات الدبلوماسية العسكرية، وهي شركة استشارية دولية تقدم المشورة للسفارات والشركات متعددة الجنسيات لتعزيز العلاقات العسكرية والأمنية والاقتصادية. وهي أيضًا مؤسسة شركة سلسلة الكتل (blockchain)، وحاصلة على براءتي اختراع، واحدة طبية حيوية وفي سلاسل الكتل، وهي عضو في مجلس إدارة العديد من الشركات العامة. وفي عام 2021، عُيّنت مديرًا تنفيذيًا لشركة أسترالية للعناصر الأرضية النادرة.

## النشأة والزواج
ولدت جيل جيلبرت خوام في 3 يونيو 1975 في بيروت، لبنان. وهاجرت إلى الولايات المتحدة مع والديها الكاثوليكيين الموارنة في منتصف السبعينيات. تتكون العائلة من كيلي وشقيقتيها وأخ. عاشت كيلي في منطقة فيلادلفيا، بنسلفانيا حتى منتصف العشرينات من عمرها. وبعد المدرسة الثانوية، درست لتصبح طبيبة وكانت باحثة طبية في جامعة بنسلفانيا. في عام 1999، تزوجت كيلي من جراح السرطان سكوت كيلي. بعد زواجهما، انتقلت إلى تامبا وأنجبا ثلاثة أطفال.

## الحياة العامة
أثناء وجودها في تامبا، عملت كمنسق اجتماعي متطوع في قاعدة ماكديل الجوية. استضاف الزوجان العديد من الأحداث للقادة العسكريين في منزلهما بالقرب من القيادة المركزية للولايات المتحدة. وفي عام 2011، حصلت على جائزة هيئة الأركان المشتركة [الإنجليزية]. وفي عام 2012، كانت سفيرًا فخريًا للقيادة المركزية الأمريكية تحت قيادة الجنرال جيمس ماتيس، قائد القوات العسكرية الأمريكية في الشرق الأوسط آنذاك. وفي عام 2012، عُيّنت قنصلًا فخريًا لجمهورية كوريا الجنوبية. وبسبب علاقاتها مع أفراد الجيش الأمريكي والشركات الكورية الجنوبية، تركت المنصب في وقت لاحق من ذلك العام. وتعتقد أنها عزلت من المنصب بشكل غير لائق لأنها كانت شخصية رئيسية في فضيحة بتريوس-برودويل [الإنجليزية]. وكانت سفيرًا اجتماعيًا فخريًا للمجتمع العسكري في قاعدة ماكديل الجوية، وكذلك سفيرًا فخريًا لقائد القيادة المركزية جيم ماتيس ومدير وكالة المخابرات المركزية ديفيد بتريوس.

## النشاط الخيري
أقامت عائلتها العديد من الفعاليات الخيرية التطوعية وجمع التبرعات مع منظمات مثل الصليب الأحمر الأمريكي، والمعرض الوطني للفنون، ومشروع المحارب الجريح، وقلب المشردين. من عام 2015 إلى عام 2017، استضافت كيلي وجارتها - زوجة جو مادون [الإنجليزية] - حفلات جاسباريلا لصالح المحاربين القدامى المعاقين.